# 339-й гвардейский стрелковый полк
339-й гвардейский стрелковый полк — соединение сухопутных войск СССР в период Великой Отечественной войны. Период боевых действий: с 29 сентября 1943 года по 9 мая 1945 года. 

## История
Свою историю полк ведёт от сформированного в Омске СибВО в марте 1942 года 351-го стрелкового полка 308-й стрелковой дивизии. За проявленные личным составом мужество и героизм в боях с немецко-фашистскими захватчиками 308-я стрелковая дивизия преобразована в 120-ю гвардейскую стрелковую дивизию (23 сентября 1943 года), а 351-й стрелковый полк был преобразован в 339-й гвардейский стрелковый полк.

### Боевой путь
Впервые вступил в бой с противником в составе 24-й армии Сталинградского фронта 10.09.1942 в районе Котлубани (севернее-западнее Сталинграда). Затем с 1 октября до конца декабря 1942 года дивизия держала оборону в боевых порядках 62-й армии непосредственно в Сталинграде. С мая 1943 года и до конца войны полк и другие части соединения действовали в составе 3-й армии. В июле-августе 1943 года в период Орловской операции они принимали участие в освобождении города Орёл (5.08.1943), вели напряжённые бои в ходе Брянской операции.
23.09.1943 за образцовое выполнение боевых заданий, полк был преобразован в гвардейский.
С конца сентября 1943 полк вёл наступательные бои в восточных районах Белоруссии, участвовал в освобождении города Костюковичи (28 сентября), форсировал реки Проня (25 октября), Сож (23 ноября) и 22 февраля 1944 года форсировал реку Днепр, после чего вёл бои за город Рогачёв.
Во 2-й половине февраля 1944 года дивизия в ходе Рогачевско-Жлобинской операции форсировала Днепр, во взаимодействии с другими соединениями армии прорвала сильно укреплённую оборону немецко-фашистских войск и освободила Рогачёв (24 февраля). За отличия в этих боях была удостоена почётного наименования Рогачёвской (26 февраля 1944 года).
В ходе Белорусской операции 1944 года полк участвовал в прорыве глубоко эшелонированную обороны противника северо-восточнее Бобруйска. За успешные боевые действия при овладении города Белосток был удостоен почётного наименования Белостокского (9.8.1944), а за мужество и стойкость личного состава при штурме города и крепости Остроленка награждён орденом Александр Невского (15.09.1944).
Затем полк участвовал в боях по расширению ружанского плацдарма на западном берегу реки Нарев.
За боевые успехи в Восточно-Прусской наступательной операции январь-апрель 1945 года был награждён орденом Красного Знамени (19.02.1945), а за образцовое выполнения заданий командования приразгроме вражеской группировки юго-западнее Кёнигсберга (Калининград) — орденом Кутузова III степени (26.04.1945).
Полк успешно форсировал реку Шпре и затем вёл ожесточённые бои по уничтожению группировки противника, окружённой юго-восточнее Берлина, за что был награждён орденом Суворова 3-й степени (11.06.1945).

## Полное именование
Полное действительное наименование — 339-й гвардейский стрелковый Белостокский Краснознамённый, орденов Суворова, Кутузова и Александра Невского полк.

## Командование

### Командиры полка
- Савкин Г. И. (март сентябрь 1942), майор
- Митрофанов П. А. (октябрь — декабрь 1942), капитан
- Татаринов Д. С. (декабрь 1942), майор
- Мельников П. Ф. (январь — июль 1943), полковник
- Беляев И. С. (июль — сентябрь 1943), подполковник
- Деменников С. Н. (октябрь 1943 — январь 1945), подполковник(с 31.5.1944 — полковник)
- Бичан В. Н. (январь — май 1945) полковник